# Brampton-Sud (circonscription provinciale)
Circonscription électorale provinciale du Canada
Brampton-Sud ((en) Brampton South) est une circonscription provinciale de l'Ontario représentée à l'Assemblée législative de l'Ontario depuis 2018. 
Une circonscription du même nom a également été représentée de 1987 à 1999.

## Géographie
Située au nord de Toronto, la circonscription consiste en une partie de la ville de Brampton dans la municipalité régionale de Peel.
Les circonscriptions limitrophes sont Brampton-Ouest, Brampton-Centre,  Wellington—Halton Hills, Mississauga—Streetsville et Mississauga—Malton.    

## Historique
| Législature                                                                                                   | Années        | Député | Député                  | Parti                     |
| --- | ------------- | ------ | ----------------------- | ------------------------- |
| Brampton-Sud                                                                                                  |               |        |                         |                           |
| 34e | 1987-1990     |        | Robert Callahan         | Libéral                   |
| 35e | 1990-1995     |        | Robert Callahan         | Libéral                   |
| 36e | 1995-1999     |        | Tony Clement            | Progressiste-conservateur |
| Circonscription dissoute parmi Bramalea—Gore—Malton—Springdale, Brampton-Centre et Brampton-Ouest—Mississauga |               |        |                         |                           |
| Circonscription issue de Brampton-Ouest                                                                       |               |        |                         |                           |
| 42e | 2018–2022     |        | Prabmeet Singh Sarkaria | Progressiste-conservateur |
| 43e | 2022–2025     |        | Prabmeet Singh Sarkaria | Progressiste-conservateur |
| 44e | 2025–en cours |        | Prabmeet Singh Sarkaria | Progressiste-conservateur |

## Circonscription fédérale
Depuis les élections provinciales ontariennes du 4 octobre 2007, l'ensemble des circonscriptions provinciales et des circonscriptions fédérales sont identiques.